# Jeunes paysans
Les Jeunes paysans est un ancien mouvement puis parti politique suisse fondé en 1927. Certains de ses membres ont rejoint par la suite le Parti démocratique suisse et/ou le Parti des paysans, artisans et indépendants.

## Les origines
Le mouvement est créé dans le Canton de Berne et rassemble des sociétés de jeunes paysans et paysannes. Ces derniers organisaient également des semaines patriotiques des paysans («Bauernheimatwochen») et au fil des années, le mouvement se transforma en sorte d'université populaire et dispensait des cours de perfectionnement. En outre, le mouvement créa une bibliothèque de prêt à distance de plusieurs milliers de volumes, ce qui permit à former et instruire les jeunes des milieux ruraux.
D'autres mouvement aux buts similaires existaient en Suisse, notamment la Fédération vaudoise des jeunesses campagnardes créée dès 1919.
Le mouvement se mue en parti politique en 1927 et se répand dans toutes les régions rurales et protestantes de langue germanophone. C'est notamment sous l'influence du conseiller national agrarien du PAB Hans Müller (1891-1988), pendant les années 1932-1933 que le parti devient de plus en plus important, en réaction notamment à la politique déflationniste du Conseil fédéral, politique alors également soutenue le PAB.

## Orientations politiques
Les Jeunes paysans se battent alors pour maintenir les prix et les salaires. Les Jeunes paysans s'allient notamment dans le Canton des Grisons aux Démocrates et forment un groupe parlementaire au centre au Parlement fédéral. Cette alliance des Jeunes paysans avec le Parti démocratique invitent les Socialistes réformistes à y voir une possibilité d'élargir leur base électorale. Avec l'Union syndicale suisse, des membres du Parti socialiste suisse et du Parti démocratique suisse, les Jeunes paysans s'engagent alors dans la récolte de signatures pour une initiative dite de crise, l'Initiative populaire « pour combattre la crise économique et ses effets » réunis au sein d'un Comité d'initiative appelé la «Communauté d’action nationale». Cette initiative échoue devant le peuple le 2 juin 1935 avec 57,2 % de NON.

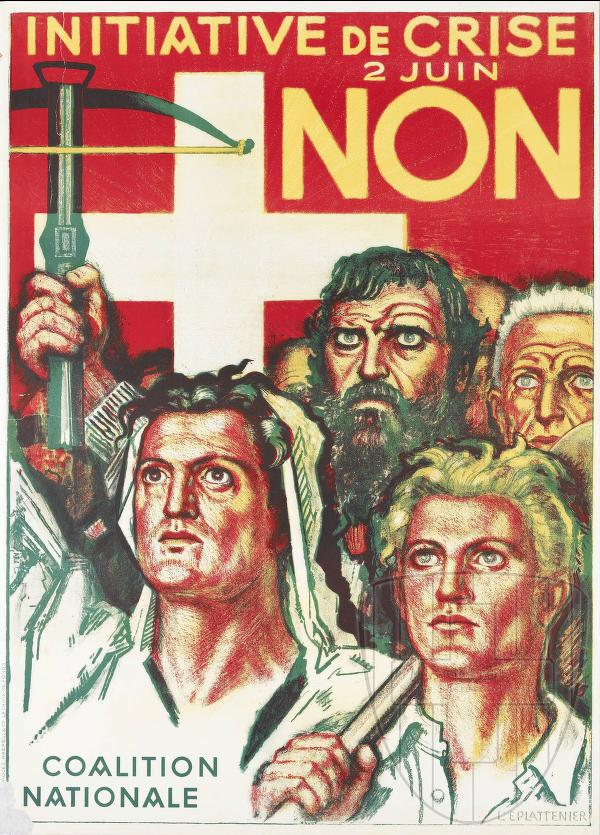
Affiche de Charles L'Eplattenier appelant à refuser l'initiative.

Hans Müller engage les Jeunes paysans un an plus tard dans la campagne contre l'Initiative populaire « Révision totale de la constitution » lancée par les mouvements frontistes helvétiques dont notamment le Front national. Alors que le PAB est divisé entre une aile proche des Radicaux, les Jeunes paysans représentent désormais l'aile gauche du mouvement agrarien. Sous l'influence de Müller, ce dernier une fois exclu du Groupe parlementaire PAB en 1935, les Jeunes paysan participent à la création, en 1937, du «Mouvement des lignes directrices», sorte de «forum de discussion politique qui visait à dépasser les traditionnels camps partisans et les frontières idéologiques, ainsi qu'un mouvement pour une majorité nouvelle de centre-gauche, sur fond de crise économique mondiale et de menaces totalitaires» en faisant élire Hans Müller à la présidence de ce mouvement transpartisan.
Mais les Socialistes, à l'aube de la Seconde Guerre mondiale, finissent par se rapprocher du camp de la droite notamment en réaction à la montée des mouvements frontistes mais également en soutenant la politique financière du Conseil fédéral. Avec les Jeunes paysans, Hans Müller demande la démission du Gouvernement en 1942 et entre frontalement dans l'opposition. Le président des Jeunes paysans devient de plus en plus isolé, aussi bien au sein de la tendance agrarienne qu'au sein de son propre mouvement politique. 
Perdant une influence politique dès 1947, les Jeunes paysans ont toutefois joué un rôle très important et reconnu, et ce dès 1950 et jusqu'au début des années 90 pour la promotion et le développement de l'agriculture biologique en Suisse.

## Résultats électoraux
- 1935: 4 députés
- 1939: 3 députés
- 1943: 3 députés